# Benke Mihály
Benke Mihály (Kézdioroszfalu, 1757 körül – 1817) főiskolai tanár.

## Élete
Tanulmányait Kézdivásárhelyen kezdte Nagyenyeden folytatta, ahonnan külföldi egyetemekre, Jenába és Göttingenbe ment.
Hazatérése után Teleki Lajos grófnak (Teleki Mihály fiának) lett a nevelője, később, 1791-től három évtizeden át, a nagyenyedi főiskolában a bölcselet tanára volt; latin nyelven tanított. Tanári pályája első évében Herepei Ádámmal és 35 diákkal együtt megalapították a Nagyenyedi Magyar Társaságot a magyar nyelv és irodalom ápolására.  Kazinczy Ferencet erdélyi útja alkalmával ő üdvözölte a tanári kar nevében. A tanári kar nevében ő írta alá azt a folyamodványt, amelyet a főkonzisztóriumhoz intéztek Kőrösi Csoma Sándor katonai felmentéséért.
Egyike volt azoknak az önkéntes könyvterjesztőknek, akik előfizetéseket gyűjtöttek a megjelenés alatt álló munkákra, így például részt vett az úgynevezett Debreceni Magyar grammatika (Bécs 1795, Alberti), Beregszászi Pálnak a magyar nyelv eredetéről írott műve (Lipcse 1797) valamint a Magyar Hírmondó és az általa kiadott magyarországi vármegyék térképeinek erdélyi terjesztésében.

## Munkái
- Erkölcsi tudomány. Nagyenyed, 1798. Magyar. A szerző előadásai után leírta Gidófalvi Csiszér Lajos, 1799. Kézirat a zágoni református eklézsia könyvtárában.[4]
- A háladatos fiúnak, hív férjnek és jó atyának rövid rajzolatja. Kolozsvár, 1810. (Halotti beszéd egykori tanítványa gr. Teleki Lajos felett.)